# Stošíkovice na Louce
Stošíkovice na Louce (německy Tesswitz an der Wiese) jsou obec v okrese Znojmo v Jihomoravském kraji. Žije zde 315 obyvatel.

## Název
Základem jména vesnice zřejmě bylo osobní jméno Stožík (na to ukazuje nejstarší český doklad z 1464 a pak z 1585 Stozikowicze), což byla zdrobnělina jména Stoh (totožného s obecným stoh). Výchozí podoba Stožíkovici byla pojmenováním obyvatel vsi a znamenala "Stožíkovi lidé". České jméno bylo velmi brzo přejato do němčiny (písemné doklady ze 13. a 14. století jsou jen německé) jako Töskwicz či Teskwicz, německé jméno bylo zpětně přejato do češtiny v podobě Tesk(o)vice či zkráceně Testice, která se užívala vedle původního Stožíkovice. Podoba Stošíkovice se v písemných pramenech objevuje v polovině 19. století. Přívlastek na louce je doložen od 16. století a sloužil k odlišení od Dobšic, které se dříve nazývaly (Malé) Stošíkovice.

## Historie
První písemná zmínka o obci pochází z roku 1360 (Testiz).

## Obyvatelstvo
| Rok            | 1869 | 1880 | 1890 | 1900 | 1910 | 1921 | 1930 | 1950 | 1961 | 1970 | 1980 | 1991 | 2001 | 2011 | 2021 |
| -------------- | ---- | ---- | ---- | ---- | ---- | ---- | ---- | ---- | ---- | ---- | ---- | ---- | ---- | ---- | ---- |
| Počet obyvatel | 327  | 361  | 353  | 336  | 385  | 407  | 392  | 336  | 280  | 263  | 225  | 207  | 203  | 227  | 302  |
| Počet domů     | 54   | 59   | 62   | 66   | 74   | 75   | 96   | 81   | 67   | 68   | 65   | 75   | 82   | 89   | 115  |

## Obecní správa

### Obecní symboly
Znak a vlajka byly obci uděleny rozhodnutím předsedy Poslanecké sněmovny Parlamentu České republiky dne 14. června 2000.

## Pamětihodnosti
- Zvonička na návsi
- Socha svatého Jana Nepomuckého
- Sousoší Nejsvětější Trojice

## Galerie

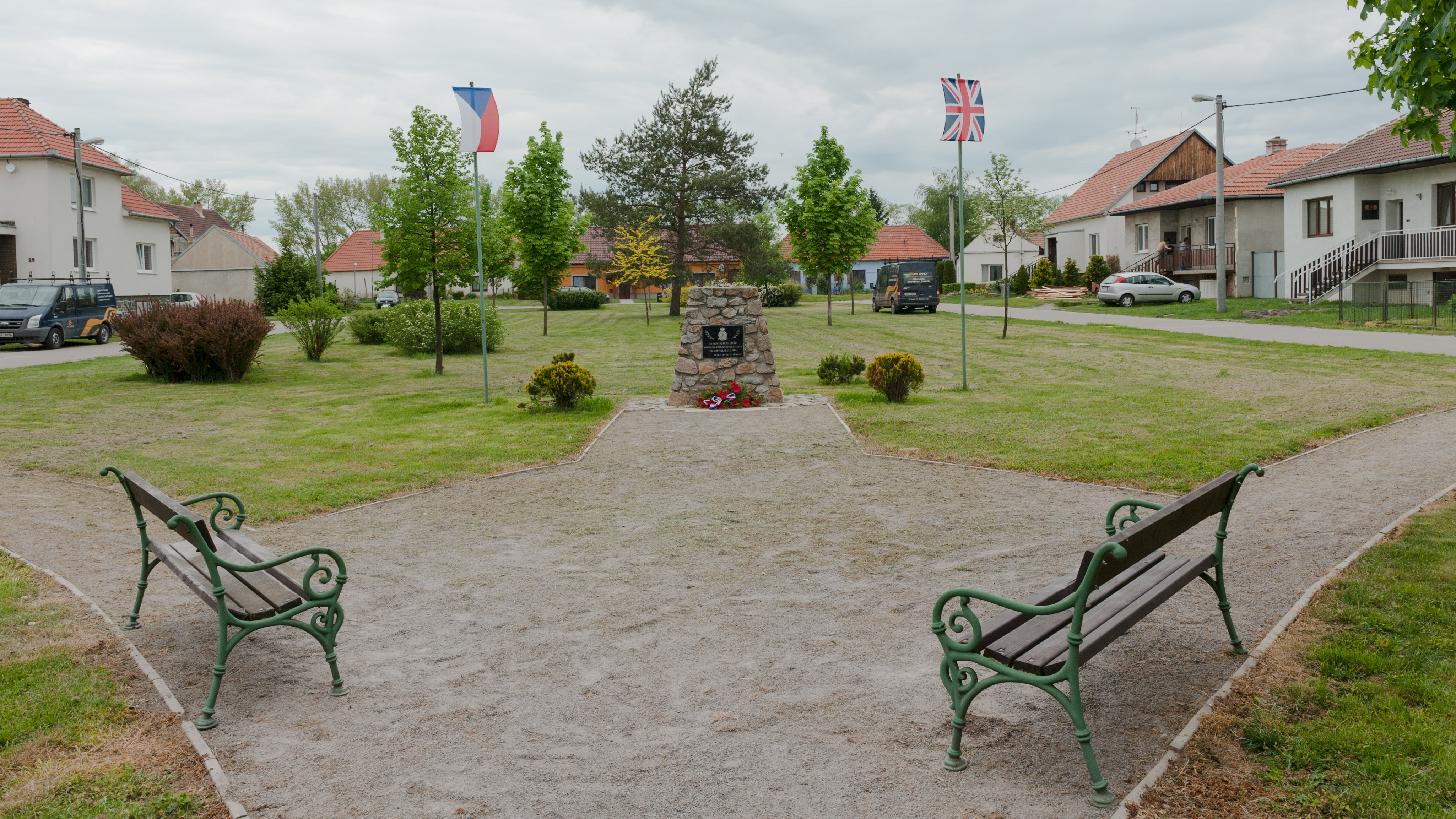
Náves
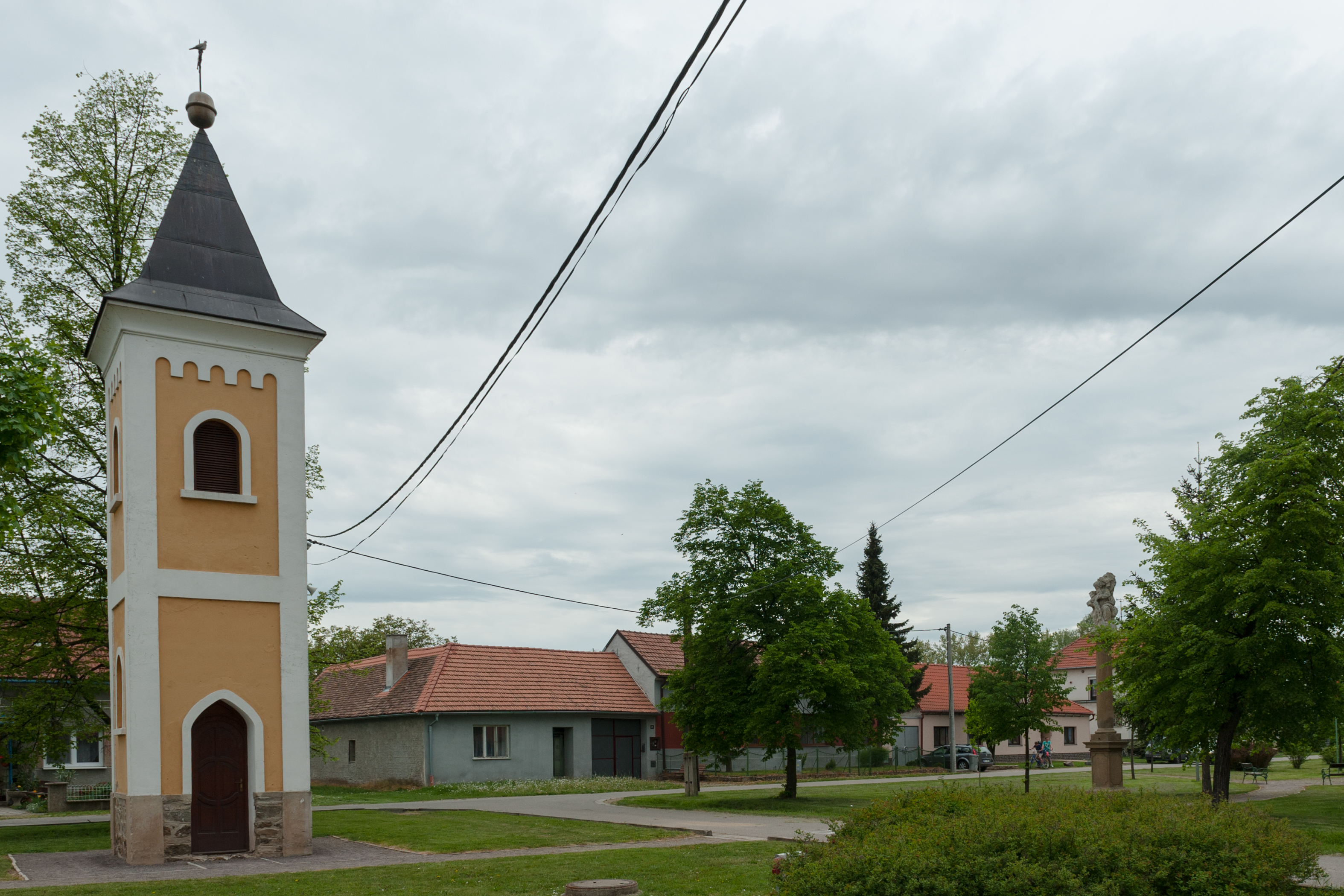
Zvonice
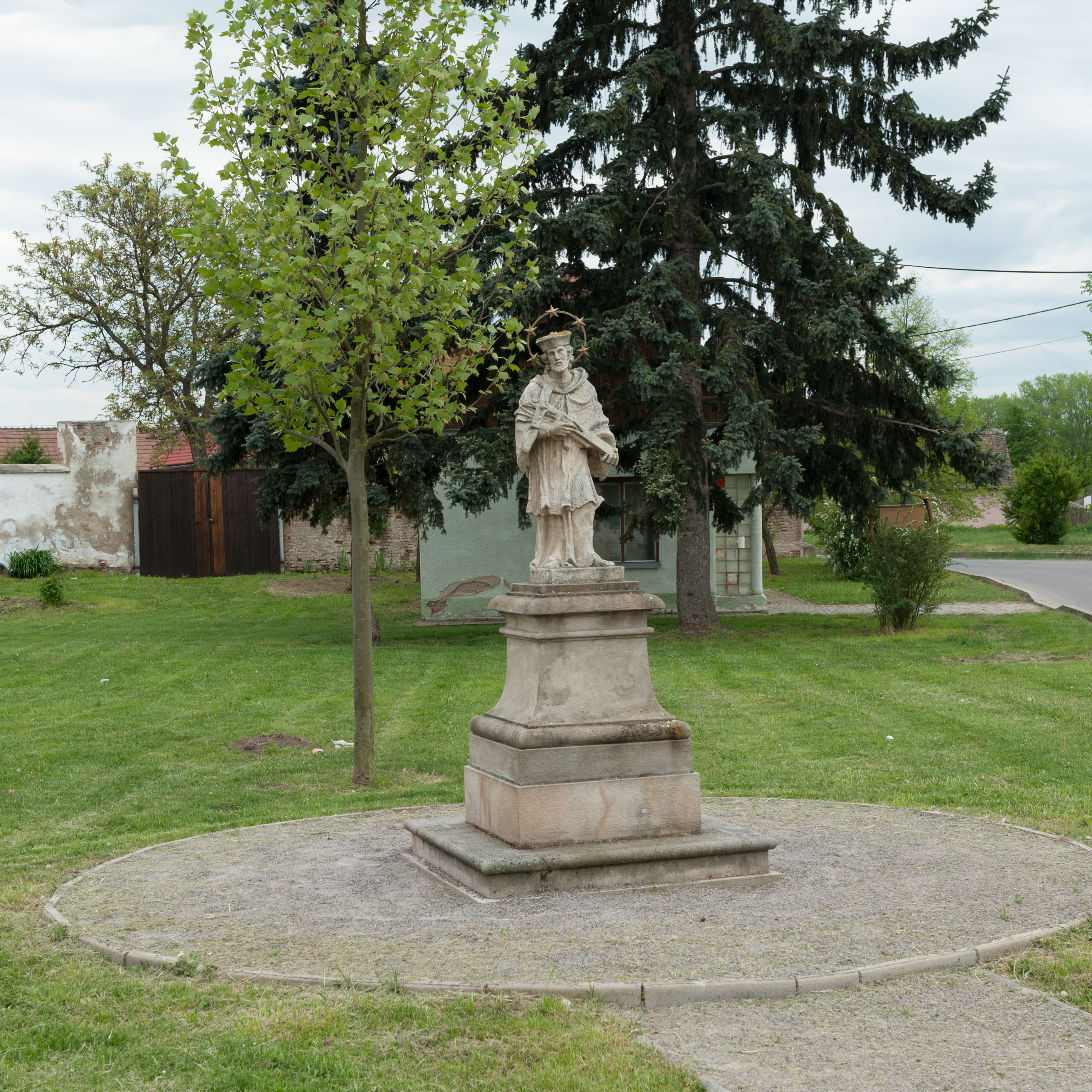
Socha sv. Jana Nepomuckého
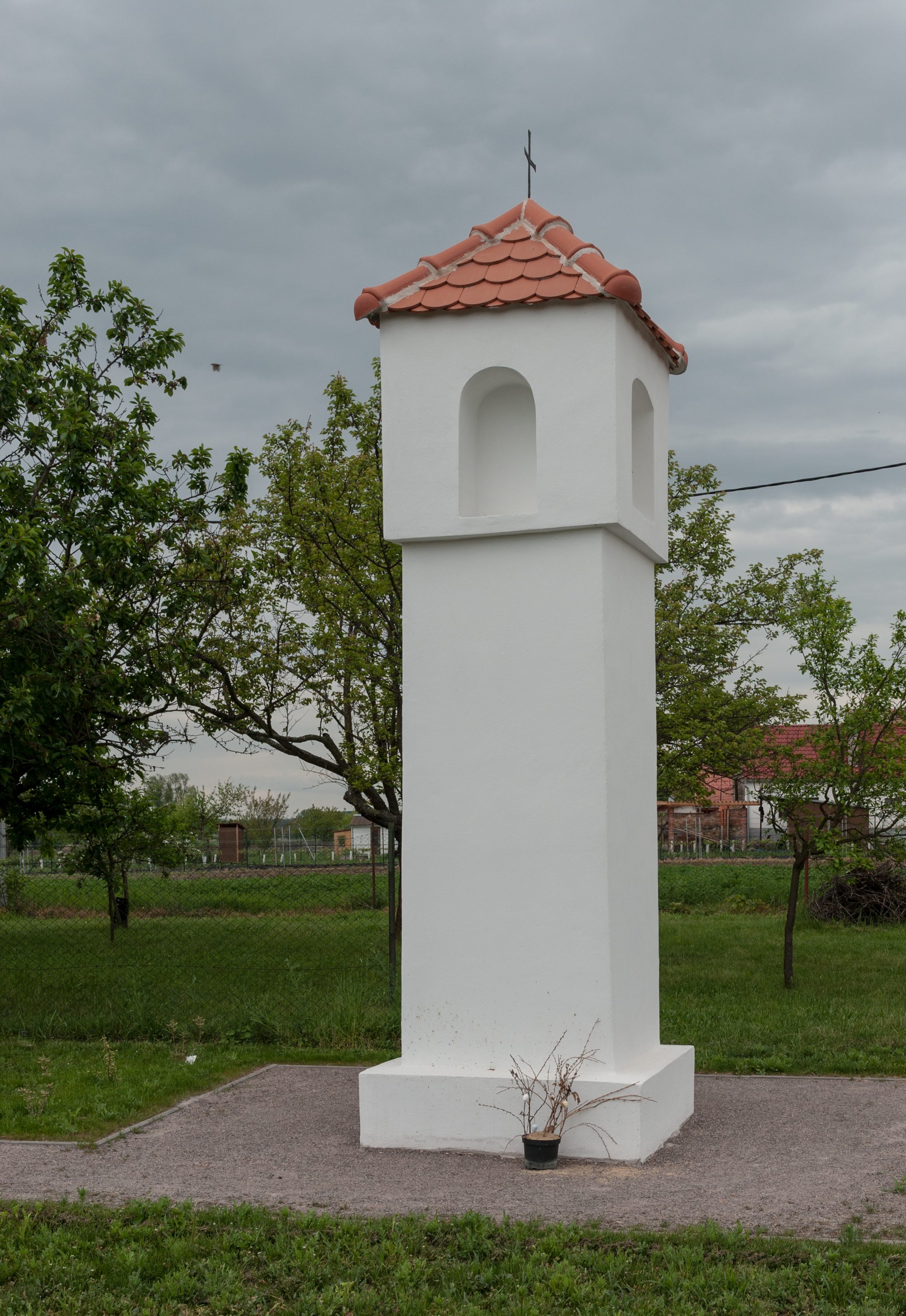
Boží muka
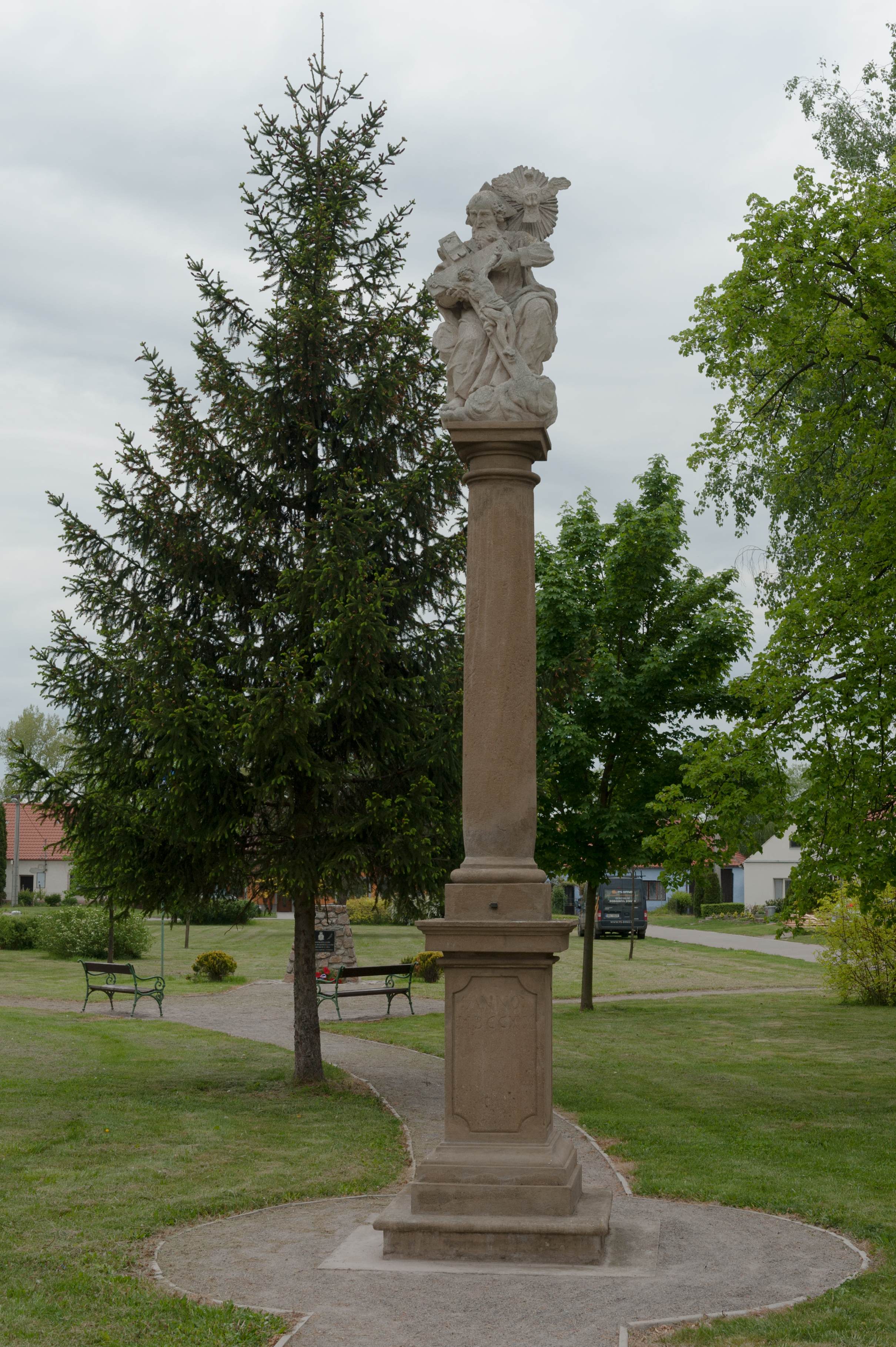
Sousoší Nejsvětější Trojice

## Osobnosti
- Karel Zikmund Dubský z Třebomyslic (1681–1744), moravský šlechtic a velitel portášského sboru v letech 1735–1741

## Organizace
Ve Stošíkovicích na Louce se také nachází několik organizací, jako je Znojemské vinařství, Český červený kříž a Ubytovna Stošíkovice, a v blízkém okolí se nachází výzkumná stanice společnosti Delacon.

## Společenský život
Samospráva obce od roku 2016 vyvěšuje 5. července moravskou vlajku.